# Dirk Stahmann
Dirk Stahmann (Maagdenburg, 23 maart 1958) is een voormalig voetballer uit Oost-Duitsland, die speelde als verdediger.

## Clubcarrière
Stahmann kwam zijn gehele loopbaan uit voor 1. FC Magdeburg, de club uit zijn geboorteplaats Maagdenburg. Met 1. FC Magdeburg won hij driemaal de Oost-Duitse beker. Hij beëindigde zijn actieve loopbaan in 1994.

## Interlandcarrière
Stahmann speelde in totaal 46 officiële interlands (één doelpunt) voor de nationale ploeg van Oost-Duitsland in de periode 1982–1989. Onder leiding van bondscoach Rudolf Krause maakte hij zijn debuut op 2 maart 1982 in de vriendschappelijke wedstrijd tegen Irak (0–0) in Bagdad, net als Jürgen Uteß (FC Hansa Rostock) en Ralf Sträßer (BFC Dynamo Berlin).

## Erelijst
1. FC Magdeburg
- Oost-Duitse beker

1978, 1979, 1983